# Séminaire pontifical lombard

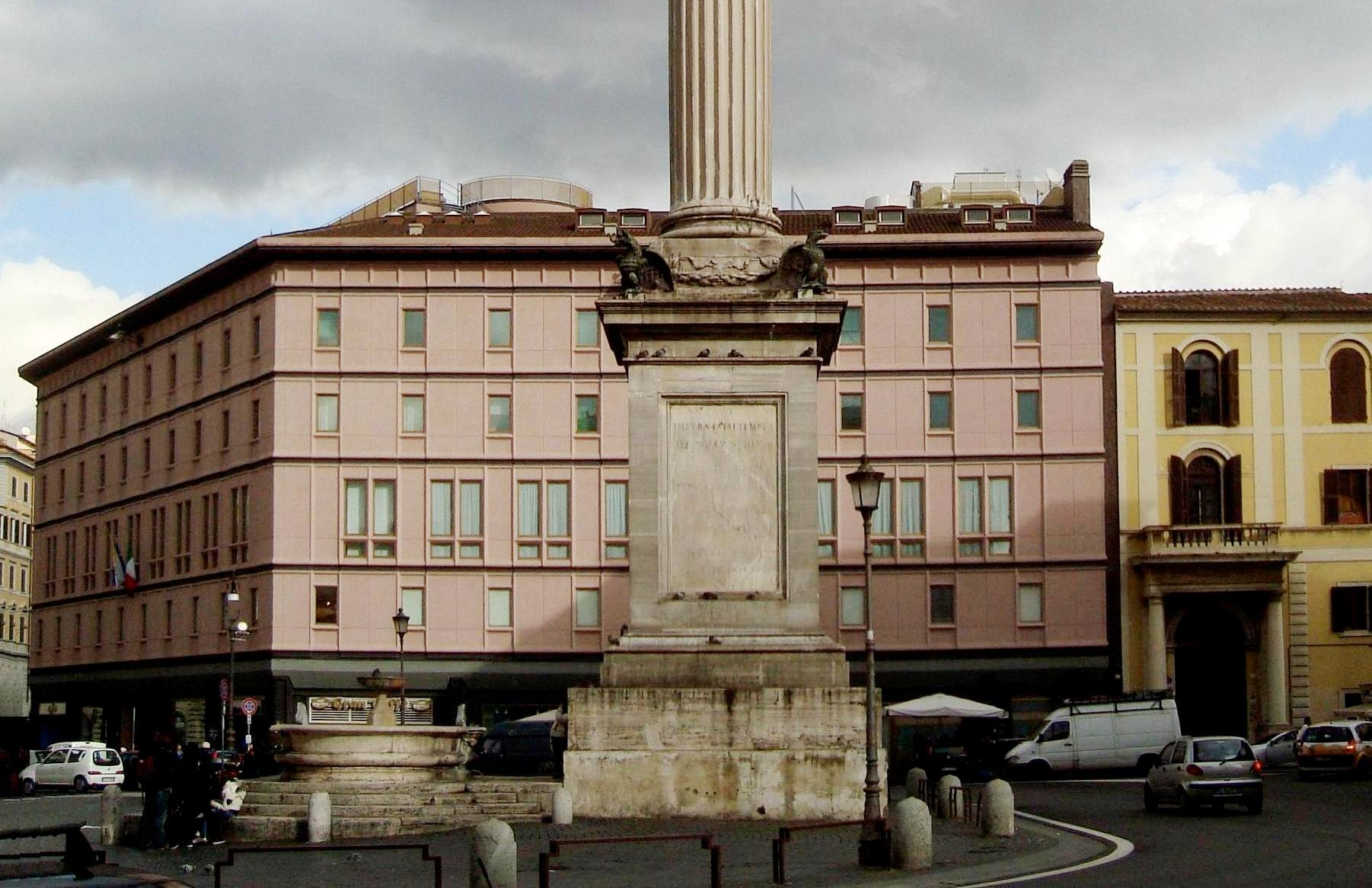
Façade du séminaire près de la basilique Sainte-Marie-Majeure.

Le séminaire pontifical lombard Saint-Ambroise-et-Saint-Charles in Urbe (en italien : pontificio seminario lombardo dei santi Ambrogio e Carlo in Urbe) est une résidence ecclésiastique pontificale sise à Rome destiné aux prêtres diocésains suivant des études dans les universités pontificales romaines. Ce séminaire est soumis à la Région ecclésiastique de Lombardie et noue des liens étroits avec le Saint-Siège. Si la plupart des étudiants viennent de Lombardie, le séminaire est aussi ouvert aux prêtres d'autres diocèses. Il est dirigé depuis 2014 par le P. Ennio Acepiti.

## Histoire
Le séminaire pontifical lombard est érigé en 1854 par les évêques lombards. Le futur Pie XI y réside en 1879. Le séminaire reçoit l'approbation de Léon XIII le 15 décembre 1890 par le bref In supremo. Le futur Paul VI y demeure à partir de 1920. En 1943, le P. Francesco Bertoglio, recteur du séminaire, y abrite soixante-cinq juifs qu'il sauve de la déportation en camp d'extermination.
Le siège actuel se trouve sur la place en face de la basilique Sainte-Marie-Majeure ; il a été inauguré le 11 novembre 1965 par le pape Paul VI, après des travaux ayant duré deux ans.